# نیکولا سیلوستری
نیکولا سیلوستری (انگلیسی: Nicola Silvestri؛ زادهٔ ۲۱ نوامبر ۱۹۸۵) بازیکن فوتبال اهل ایتالیا است.
از باشگاه‌هایی که در آن بازی کرده‌است می‌توان به باشگاه فوتبال ویرتوس لانچانو، باشگاه فوتبال برشا، باشگاه فوتبال ونتزیا، باشگاه فوتبال پیاچنزا، ماترا کالچو، باشگاه فوتبال تریستیانا، باشگاه فوتبال آ. ث. لومتزانه، باشگاه فوتبال جنوآ، و باشگاه فوتبال شپرن اشاره کرد.